# Micromonodes guarama
Micromonodes guarama là một loài bướm đêm trong họ Noctuidae.